# 414 aC
El 414 aC va ser un any del calendari romà prejulià. Era l'any 340 'Ab urbe condita', o de la fundació de Roma.

## Esdeveniments
- Aristòfanes estrena Els ocells a les Grans Dionisíaques d'Atenes.[1] Frínic presenta a les mateixes Dionisíaques l'obra Μονότροπος ('el Misantrop') on va obtenir un tercer premi, i on també s'hi va presentar Amípsies amb l'obra Κωμασταί ('Comastes') i va ser el primer dels tres.[2]
- Primers èxits dels atenencs a Sicília. Encapçalats per Nícies (Làmac havia mort en combat), van assetjar Siracusa, que van envoltar amb una doble muralla.[3]
- Gilip, militar espartà, va iniciar les operacions a Siracusa, va capturar el fortí de Làbdal i va matar la seva guarnició. Més tard va netejar d'atenencs Epípoles, un barri de Siracusa.[4]
- A Roma van ser elegits tribuns amb potestat consular: Gneu Corneli Cos, Luci Valeri Potit, Quint Fabi Vibulà i Publi Postumi Albí Regil·lensis.[5]

## Necrològiques
- Làmac, general atenenc, mort en combat davant de Siracusa.[6]